# Kayanza
Kayanza est une ville burundaise. Il s'agit de la ville principale et de la capitale de la province de Kayanza. La ville est située à près de 2 000 mètres d'altitude.
La ville est réputée pour sa production de thé.

## Galerie

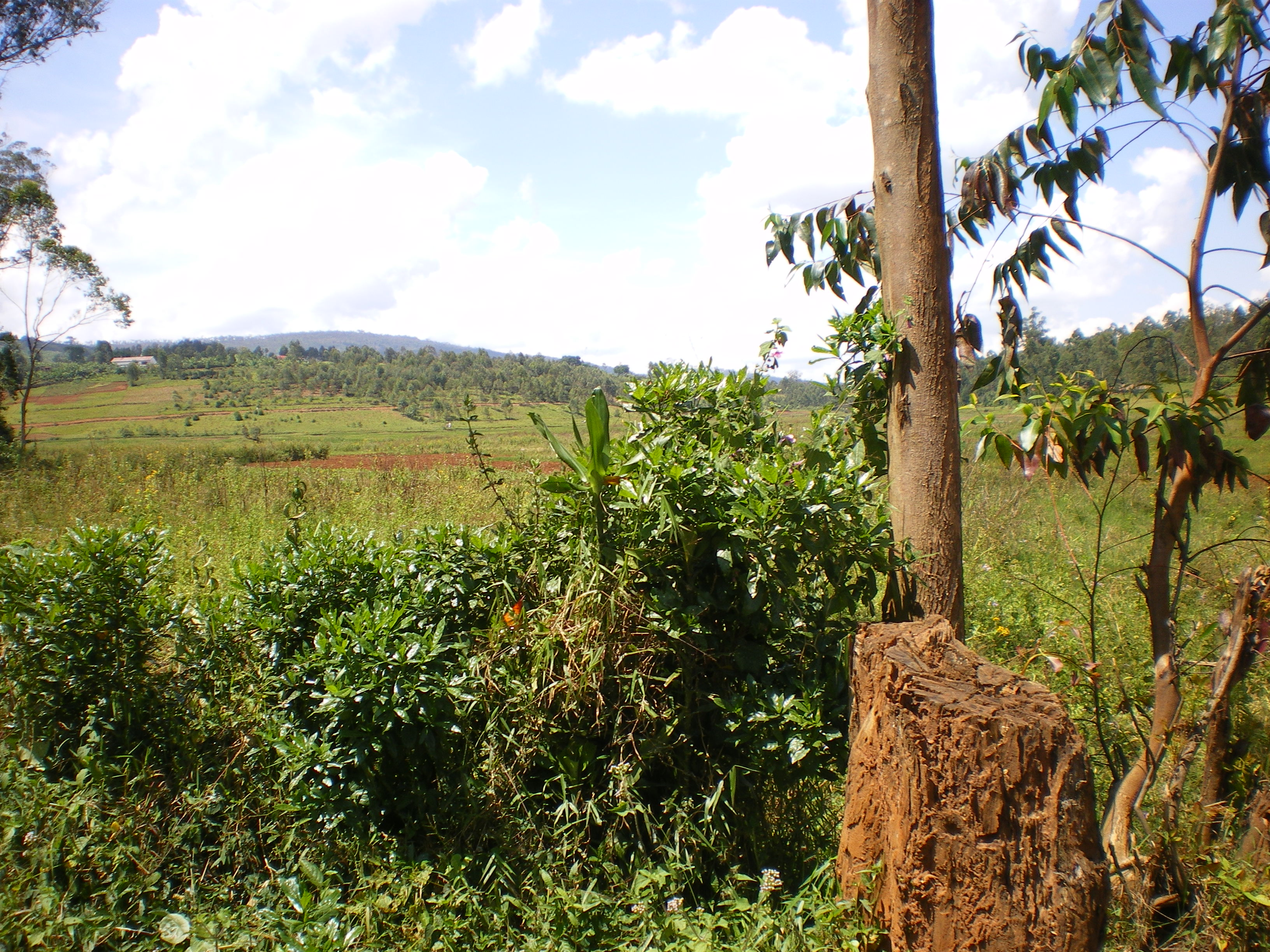
Paysage à Kayanza
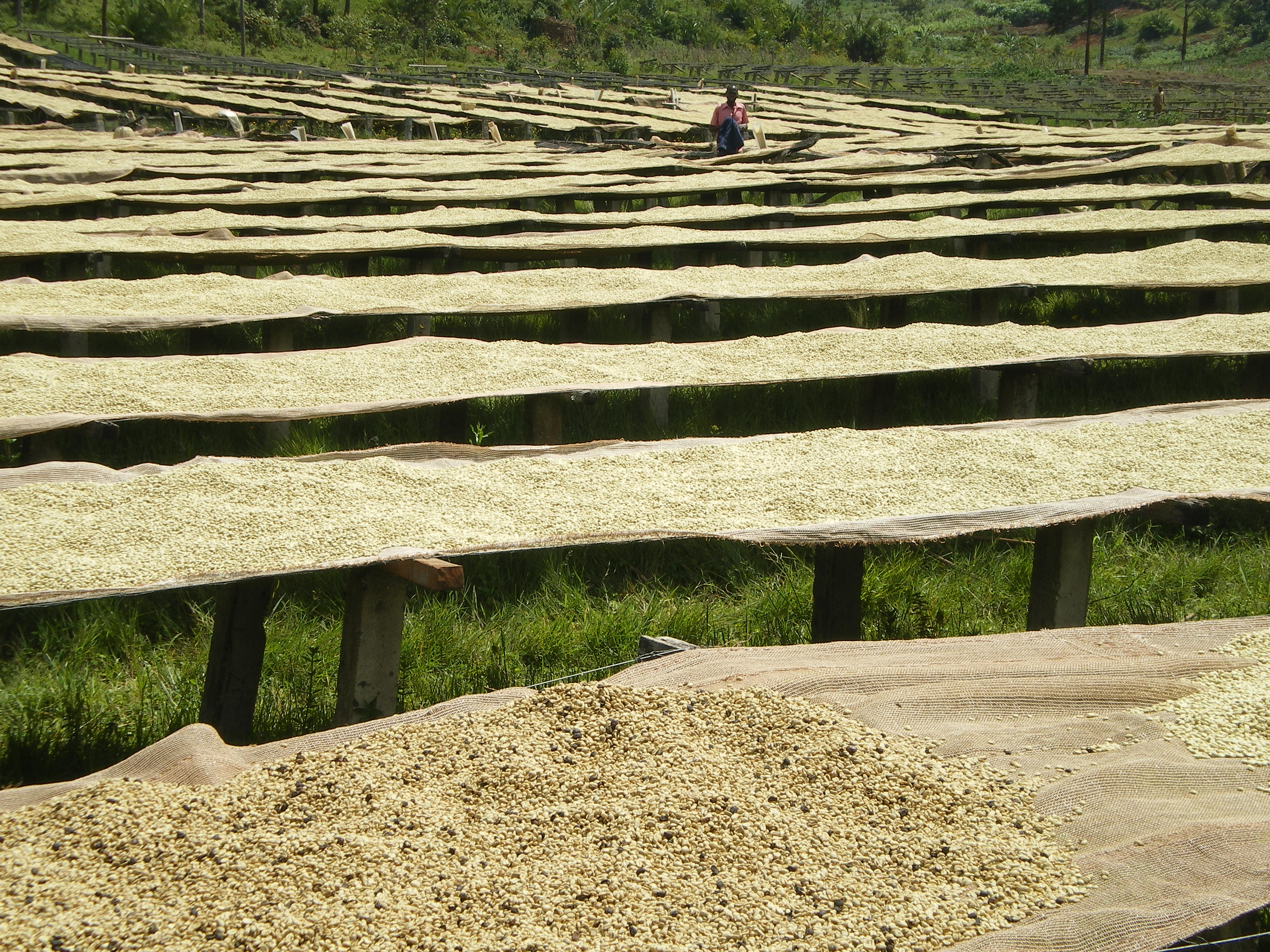
Agriculture à Kayanza